# Extreme Prejudice
Extreme Prejudice   (Brasil: O Limite da Traição / Portugal: Fronteira do Perigo) é um filme produzido nos Estados Unidos em 1987, coescrito por John Milius  e Fred Rexer dirigido por Walter Hill.

## Sinopse
Soldados tidos como desaparecidos durante a guerra do Vietnã formam uma quadrilha de traficantes de drogas. O xerife de uma pequena cidade no Texas enfrenta os criminosos sem saber que seu melhor amigo é o chefe deles.

## Elenco
- Nick Nolte...Jack Benteen
- Powers Boothe...Cash Bailey
- Michael Ironside...Maj. Paul Hackett
- Rip Torn...Sheriff Hank Pearson
- Clancy Brown...MSgt. Larry McRose
- William Forsythe...Sgt. Buck Atwater